# Firmin Boissin
Pour les articles homonymes, voir Boissin.

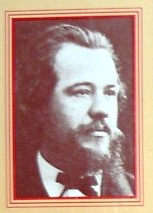
photo extraite du livre :- Firmin Boissin : écrivain et journaliste, 1835-1893 par Yvonne de Blaunac, éditeur : Simone Sudre, 1987.

Firmin Boissin, né le 17 décembre 1835 à Vernon (Ardèche) où il meurt le 13 juillet 1893, est un journaliste et écrivain catholique et régionaliste français.

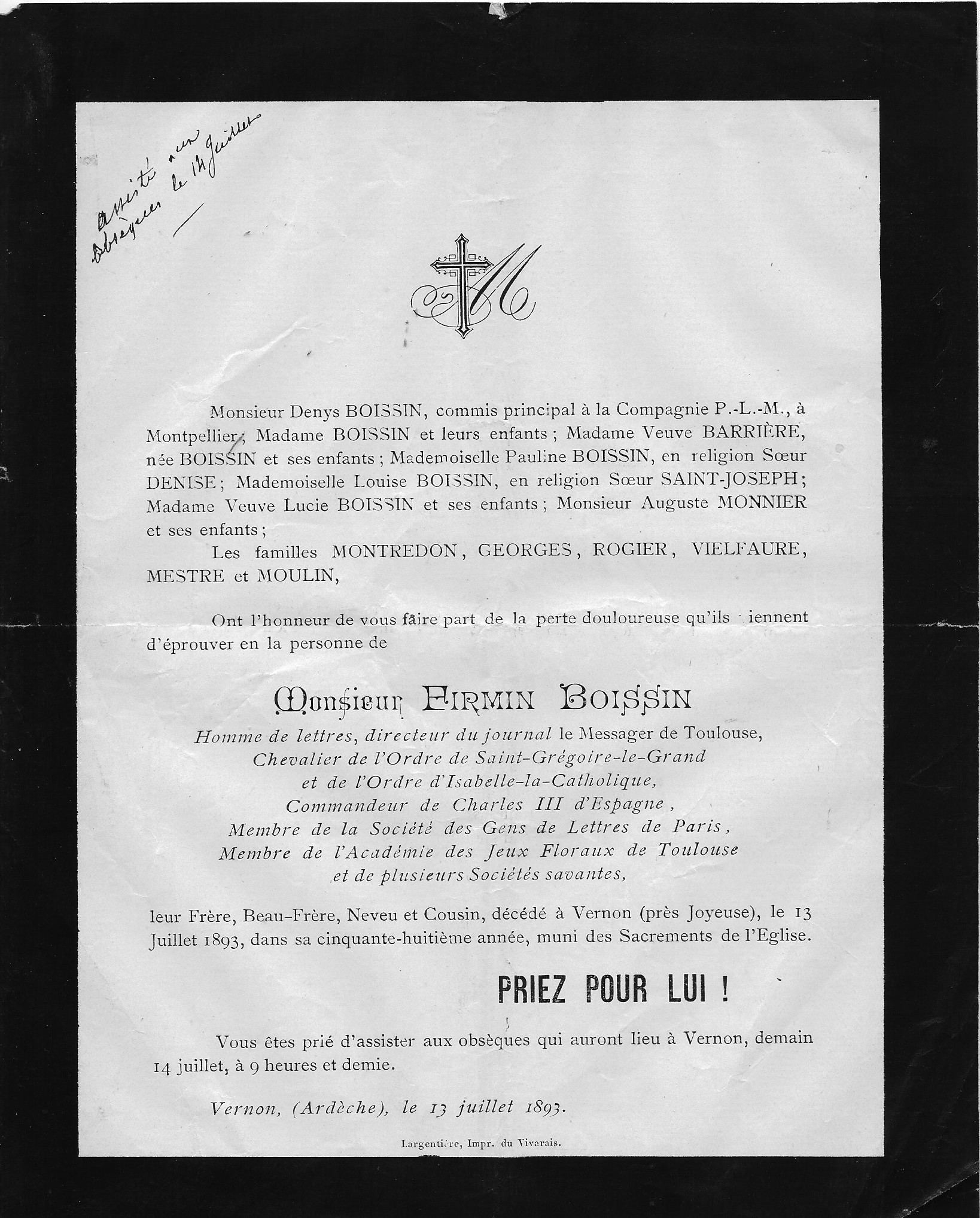
Firmin Boissin

## Biographie
Il fait des études secondaires au petit séminaire d'Aubenas et au séminaire de Viviers. Licencié ès lettres de l'université de Montpellier, il est professeur de grammaire à Cavaillon et à Avignon, puis passe quelque temps en Espagne où il gagne sa vie comme écrivain public.
Ensuite, il est employé à la bibliothèque de l'Arsenal à Paris (qui avait alors  comme conservateur-administrateur Paul Mathieu Laurent dit Laurent l'Ardèchois) où il écrit des articles dans des revues et des journaux et où il publie ses premiers ouvrages sous le pseudonyme de Simon Brugal, (patronyme de sa grand-mère maternelle).
En 1871, il devient rédacteur au Messager de Toulouse. Bien que la plus grande partie de sa carrière se passe à Toulouse, il reste attaché à sa région natale, le Vivarais, sur lequel il écrit plusieurs romans historiques, dont le plus connu est Jan de la Lune. Il mène également une carrière de critique littéraire.
En 1887, il est élu au 38e fauteuil des Mainteneurs de l'Académie des Jeux floraux.
Il est aussi membre de l'Ordre de la Rose-Croix. Prieur de Toulouse et Commandeur de l'Ordre, il reçoit dans ses rangs en 1858 Adrien Péladan, médecin et homéopathe et frère de Joséphin Peladan,.
Fondée en 1893, année de son décès, la Revue du Vivarais le compte cependant parmi ses collaborateurs[réf. nécessaire].
Son cousin, Camille Vielfaure fut député de l'Ardèche.(lettre autographe de Firmin Boissin).
Souffrant de problèmes visuels, Firmin Boissin retourne en Ardèche, où il meurt en 1893 à l'âge de 58 ans.

## Œuvres
- 1867 : Opinion d'un catholique sur les idées de Madame Aubray, Paris
- 1868 Nos prédicateurs(Portraits et silhouettes), Paris,
- 1868 : Études artistiques : Salon de 1868 (e-book)
- 1868 : L'œuvre d'une libre croyante, Paris et Toulouse,
- 1869 : Des étrennes du point de vue symbolique, Orléans
- 1869 : Visionnaires et illuminés
- 1875 : Restif de la Bretonne Paris, Paul Daffin, Libraire-Éditeur, Rue Guénégaud, 3.
- 1878 : La révolution d'après M Taine Toulouse  Imprimerie Douladoure.
- 1878 : Le Vivarais et le Dauphiné aux Jeux floraux de Toulouse
- 1879 : Frédéric Mistral et les Félibres[13]
- 1883 : La Jacquerie dans le Vivarais de 1789 à 1793 (Simon Brugal)[14]
- 1883 : Un épisode de la Révolution dans le Bas-Vivarais
- 1885 : Les Camps de Jalès
- 1887 : Jan de la Lune [15]
- 1887 : (oc) Lou reveilhet de Jan de la luno[16]
- 1888 : Le paysan dans la littérature contemporaine
- 1889 : Le Schisme constitutionnel dans l'Ardèche. Lafont-Savine, évêque-jureur de Viviers (Simon Brugal)
- 1890 : Excentriques Disparus[17]